# Unitat de distribució d'energia
Una unitat de distribució d'energia de l'anglès power distribution unit (PDU) o xarxa unitat de distribució (MDU) és un dispositiu equipat amb múltiples sortides dissenyades per distribuir l'energia elèctrica, normalment en racks que contenen servidors i equips de xarxa en centres de càlcul.

## Formats

### Unitats perracks
Existeixen unitats de distribució d'electricitat que van des de simples i econòmiques per instal·lar en racks fins a endolls per a unitats que van a terra i que a més de distribuir l'energia també ofereixen funcions de filtrat del corrent per millorar-ne la qualitat, balanceig de càrrega intel·ligent i control remot de la unitat per internet o SNMP.

### Cabina

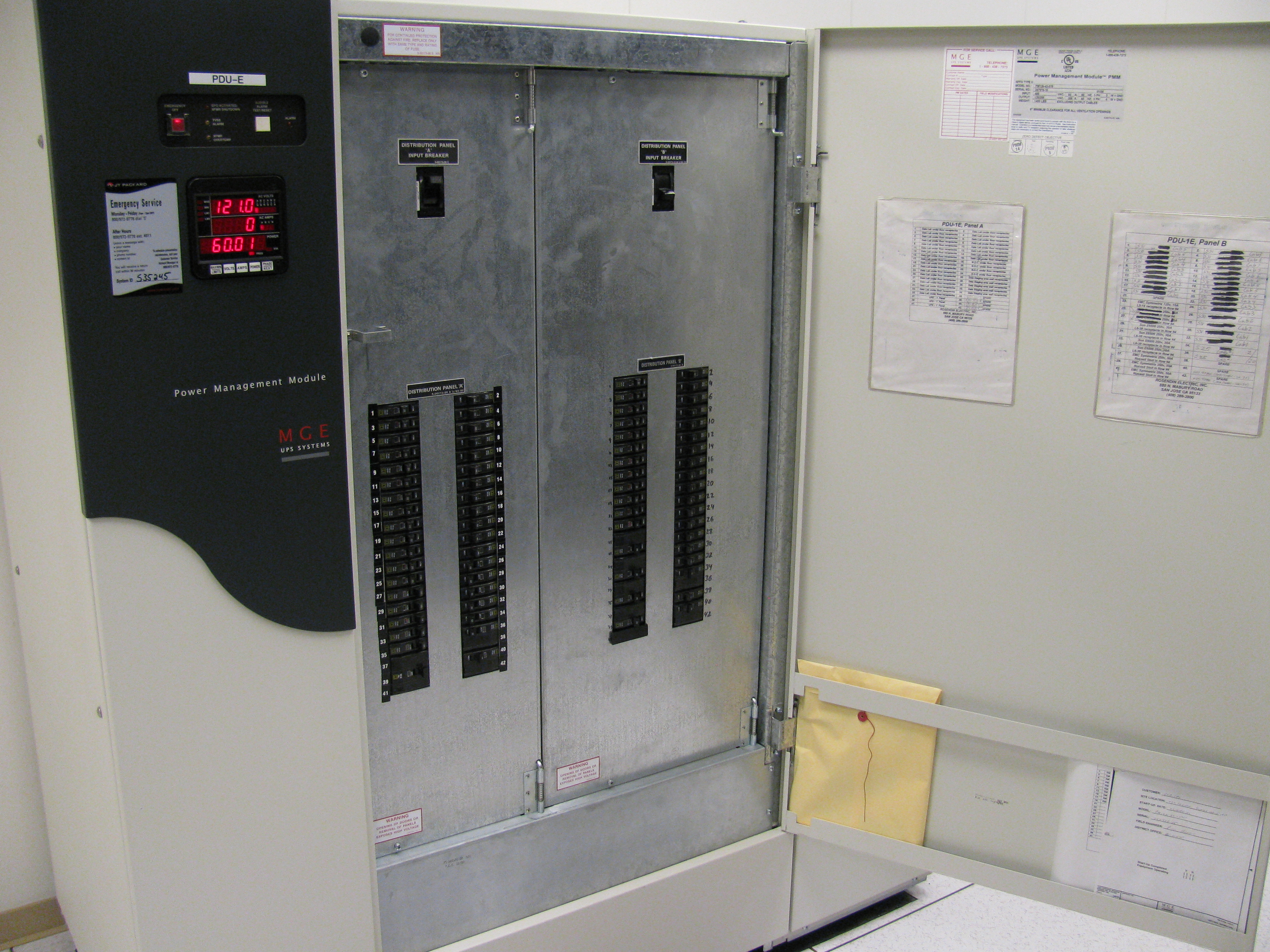
PDU cabina amb les portes obertes

En els centres de dades, es necessiten unitats de distribució més grans per alimentar diversos conjunts de servidors. Cada grup de servidors acostuma a tenir múltiples circuits de corrent, possiblement, de les diferents fases de l'alimentació d'entrada o SAIs. Les unitats tipus cabina són unitats autònomes que inclouen interruptors principals, disjuntors individuals i grups de seguiment de l'electricitat. La cabina ofereix barres de distribució internes per al neutre i terra.